# La Voce di Mantova
La Voce di Mantova è un quotidiano d'informazione locale di Mantova e della provincia mantovana. È stato rifondato il 26 ottobre 1999 riprendendo nel nome precedenti esperienze editoriali del Mantovano.

## Storia

### Dal 1920 al dopoguerra
Sono esistiti nel passato altri quotidiani con la stessa testata. Il 12 giugno 1920 viene fondato per la prima volta un quotidiano politico con la testata La Voce di Mantova. Il 6 gennaio 1922 La Voce di Mantova si trasforma da quotidiano politico in quotidiano locale unico, infatti, la Gazzetta di Mantova e La Provincia di Mantova vengono fusi nella Voce. La Voce di Mantova divenne quindi il quotidiano politico della Federazione Fascista Mantovana. Subisce durante questo periodo diverse interruzioni nelle pubblicazioni. Cesserà del tutto le pubblicazioni il 21 aprile 1945, due giorni prima della liberazione.

### La rinascita degli anni novanta
La Voce di Mantova rinasce l'8 aprile 1993 nel nuovo clima politico della seconda repubblica. La sua rinascita si deve a un gruppo di giornalisti fuoriusciti dalla Gazzetta di Mantova guidati da Rino Bulbarelli. Questo tentativo durò poco più che sei anni, l'8 agosto del 1999 La Voce di Mantova, edita dall'Editoriale Mantovana, chiude.
La Voce di Mantova rinasce poco dopo, il 4 settembre 1999 e si richiama all'esperienza del passato solo per il fatto di essere il quotidiano alternativo alla Gazzetta di Mantova in città. La tendenza politica del quotidiano è di centro-destra opponendosi a quella storicamente di centro-sinistra della Gazzetta di Mantova.